# Ekmanochloa subaphylla
Ekmanochloa subaphylla är en gräsart som beskrevs av Charles Leo Hitchcock. Ekmanochloa subaphylla ingår i släktet Ekmanochloa och familjen gräs. Inga underarter finns listade i Catalogue of Life.